# Eutanyacra crispatoria
Eutanyacra crispatoria är en stekelart som först beskrevs av Carl von Linné 1758.  Eutanyacra crispatoria ingår i släktet Eutanyacra och familjen brokparasitsteklar. Arten är reproducerande i Sverige.

## Underarter
Arten delas in i följande underarter:
- E. c. quadripunctata
- E. c. flavatoria
- E. c. tricolorea
- E. c. lichtensteini